# Günther Brückner
Günther Brückner (* 28. Oktober 1925 in Leipzig; † 17. Juni 1996 in Jena) war ein deutscher evangelischer Pfarrer und Politiker (CDU). Er gehörte dem Sächsischen Landtag in seiner ersten Legislaturperiode von 1990 bis 1994 an.

## Leben und Wirken
Brückner besuchte das Gymnasium und bestand sein Abitur in Leipzig. Nach einem Studium der evangelischen Theologie an der Universität Leipzig wurde er 1954 Pfarrer in Großdalzig. Im Jahr 1958 ging er nach Böhlen, wo er bis 1965 blieb und danach nach Wiesa ging. In Wiesa blieb er, bis er sich 1990 in den Ruhestand versetzen ließ. 
Im Januar 1990 trat er der CDU bei und wurde im darauffolgenden Oktober 1990 als Direktkandidat im Wahlkreis 68 (Annaberg 1) in den ersten Landtag des Freistaats Sachsen gewählt. Außerdem war er stellvertretender Vorsitzender der CDU im Kreis Annaberg, außerdem Präsident des Kreistags Annaberg. Aus dem Landesparlament, in dem er das Amt stellvertretenden Vorsitzenden im Ausschuss für Bundes- und Europaangelegenheiten bekleidete und als ordentliches Mitglied dem Ausschuss für Schule, Jugend und Sport angehörte, schied er nach einer Wahlperiode 1994 aus.
Brückner war verheiratet und hatte drei Kinder.